# L’Isle-sur-le-Doubs
L’Isle-sur-le-Doubs – miejscowość i gmina we Francji, w regionie Burgundia-Franche-Comté, w departamencie Doubs.
Według danych na rok 1990 gminę zamieszkiwały 3203 osoby, a gęstość zaludnienia wynosiła 300 osób/km² (wśród 1786 gmin Franche-Comté L’Isle-sur-le-Doubs plasuje się na 47. miejscu pod względem liczby ludności, natomiast pod względem powierzchni na miejscu 396.).